# Henny Meijer
Henny Meijer (Paramaribo, 17 febbraio 1962) è un ex calciatore olandese, di ruolo attaccante.

## Carriera
Nella sua carriera, durata dal 1983 al 1998, ha giocato per squadre olandesi come Roda JC, Ajax, Groningen, Heerenveen, oltre che per i giapponesi del Verdy Kawasaki. Nel 1991 ha vinto il Golden Shoe e, il 15 maggio 1993, ha segnato il primo gol nella storia della J. League nel match tra Verdy Kawasaki e Yokohama Marinos.
Ha giocato una sola partita con la Nazionale olandese, nel 1987.